# 暗殺 (1964年の映画)
『暗殺』（あんさつ）は、1964年7月4日公開の時代劇映画。松竹作品、丹波哲郎主演、篠田正浩監督作品。上映時間104分。モノクロ。

## 概要

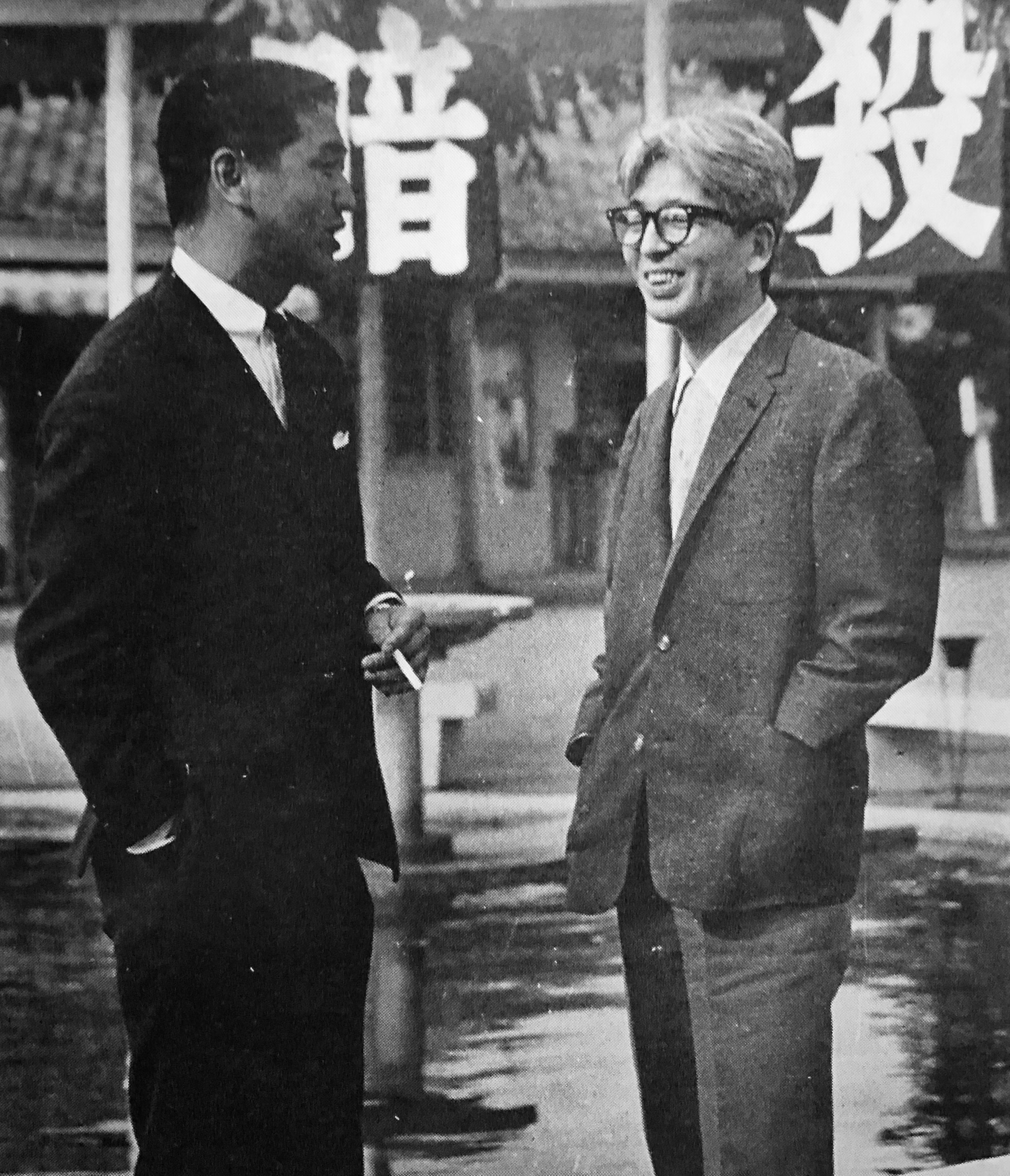
篠田正浩、司馬遼太郎

司馬遼太郎の小説『奇妙なり八郎』の映画化作品である。幕末の動乱時代を舞台に、苛烈な政治抗争の中に身を置き、後ろ盾となる藩も持たず京の都で謀略の限りを尽くした風雲児・清河八郎の半生を扱っている。主演の丹波は、半ば自信家で次第に煽てられて、天下を取り清河幕府を開くとまで豪語、増長する清河を闊達に演じている。また木村功や岩下志麻らが強烈な個性を発揮し、印象を残している。更に特別出演した佐田啓二が、こうした人間模様を冷徹に見つめる語り部的な存在で登場し、坂本龍馬役を重厚に演じている。監督の篠田は、この作品において、和製ヌーヴェルヴァーグを意識したといわれ、作品中幾度も自身が傾倒したオーソン・ウェルズ監督作『市民ケーン』の演出技法を模倣し、実験的な演出を歴史作品で実践した。

## スタッフ
- 監督：篠田正浩
- 製作：山内静夫
- 原作：司馬遼太郎「幕末/奇妙なり八郎」
- 脚本：山田信夫
- 撮影：小杉正雄
- 美術：大角純一
- 音楽：武満徹
- 助監督：貞永方久

この映画での音楽は尺八とプリペアド・ピアノの2楽器のみが用いられ、テープ変調処理の上でサウンドトラックとしてまとめられている。演奏は横山勝也（尺八）、一柳慧（プリペアド・ピアノ）。

## キャスト
- 清河八郎：丹波哲郎
- お蓮：岩下志麻
- 松平主税介：岡田英次
- 佐々木只三郎：木村功
- 石坂周造：早川保
- 板倉周防守：小沢栄太郎
- 鵜殿鳩翁：須賀不二男
- 宮川進吾：竹脇無我
- 山岡鉄太郎：穂積隆信
- 稲葉：城所英夫
- 石井重二郎：清水元
- 目明し嘉吉：山路義人
- 三吉：青山宏
- 相沢圭次郎：水島真哉
- 山岡さわ：葵京子
- 島津久光：武智鉄二
- 芹沢鴨：織本順吉
- 河野音次郎：高津住男
- 佐久間修二：穂高稔
- 伊牟田尚平：蜷川幸雄
- 奈良原喜八郎：日下武史
- 有馬新七：水島弘
- 研若：立岡光
- ：天野研
- ：重富孝男
- ：花上晃
- ：大井潤
- ：相原昇三郎
- ：安藤康三
- ：土井一也
- ：滝佐太郎
- ：門田高明
- ：滝恵一
- ：中原伸
- ：永井邦近
- ：市川男女之助
- ：西田智
- ：田中謙三
- ：宮島安芸男
- ：花井縁太郎
- ：倉新八
- ：西宮健二
- ：加島潤
- ：鎮目勲
- ：大北和男
- ：宮城稔
- ：高見孝三郎
- ：中勢謙次郎
- ：松本宗四郎
- ：笹川富士夫
- ：浅岡襄
- ：高岡成計
- ：須藤照夫
- ：林健二
- ：林美貴枝
- ：原純子
- ：香山由紀
- ：和歌浦糸子
- ：二葉和子
- ：河合麗子
- ：浜岡さかえ
- ：鈴木房子
- 坂本龍馬：佐田啓二（特別出演）